# Charles Wesley Colter
Pour les articles homonymes, voir Colter.
Charles Wesley Colter (26 février 1846-25 juillet 1929) est un homme politique canadien de l'Ontario. Il est député fédéral libéral de la circonscription ontarienne de Haldimand de 1886 à 1887 et de 1889 à 1890.

## Biographie
Né dans le comté de York au Nouveau-Brunswick, Colter étudie à la Sackville Academy est à l'université du Nouveau-Brunswick. Il enseigne ensuite Cayuga (en) et à Dunnville (en) pendant plusieurs années..
Élu lors d'une élection partielle déclenchée après le décès du député David Thompson dans Haldimand, il est défait lors de l'élection générale de 1887. L'élection étant très serrée, celle-ci est annulée et une élection partielle est déclenchée plus tard la même année. À nouveau défait, par une faible, mais plus importante, marge, l'élection est invalidé et Colter remporte la nouvelle élection partielle de 1889. Ce dernier scrutin étant lui aussi contesté, une troisième élection partielle est organisée en 1890. Colter perd cette dernière élection partielle ainsi que l'élection de 1891. Il tente sans succès un retour en politique lors de l'élection générale de 1921 dans Elgin-Est.